# Lega di Agrigento, Gela e Messana

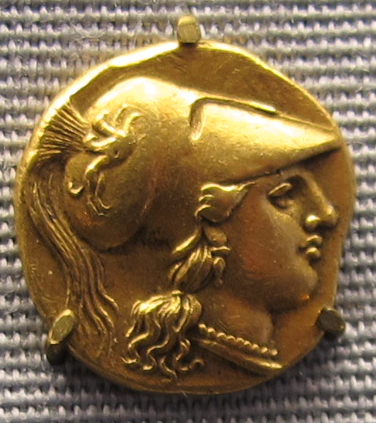
Moneta in oro coniata in età agatoclea

La lega tra le poleis di Agrigento, Gela e Messana nasce dall'esigenza di unirsi contro le mire egemoniche di Agatocle, tiranno di Siracusa. Agrigento (Akragas nella antiche fonti), rappresentando il centro più egemone di Sicilia, dopo Siracusa, si mise a capo di questa lega, tentando di respingere in vari modi gli assalti di Agatocle e dell'esercito siracusano. 
Le tre poleis siceliote rivolsero richieste d'aiuto ai Greci dell'Ellade, ottenendo risposta affermativa da Sparta, che inviò un suo principe a dar sostegno alla lotta contro Agatocle. A favore della lega si schiera anche la polis magnogreca di Taranto (in quanto colonia spartana, legata alla madrepatria). 
L'impresa dei Sicelioti si rivelò più ardua del previsto e con la disfatta dell'intervento spartano, il ritiro dei Tarantini e l'intervento di Cartagine, che scese a patti con Agatocle, la lega dovette arrendersi e venne sciolta, riconoscendo piena egemonia alla Siracusa di Agatocle.

## Antefatti

### L'ascesa al potere di Agatocle

#### La situazione sociale esterna

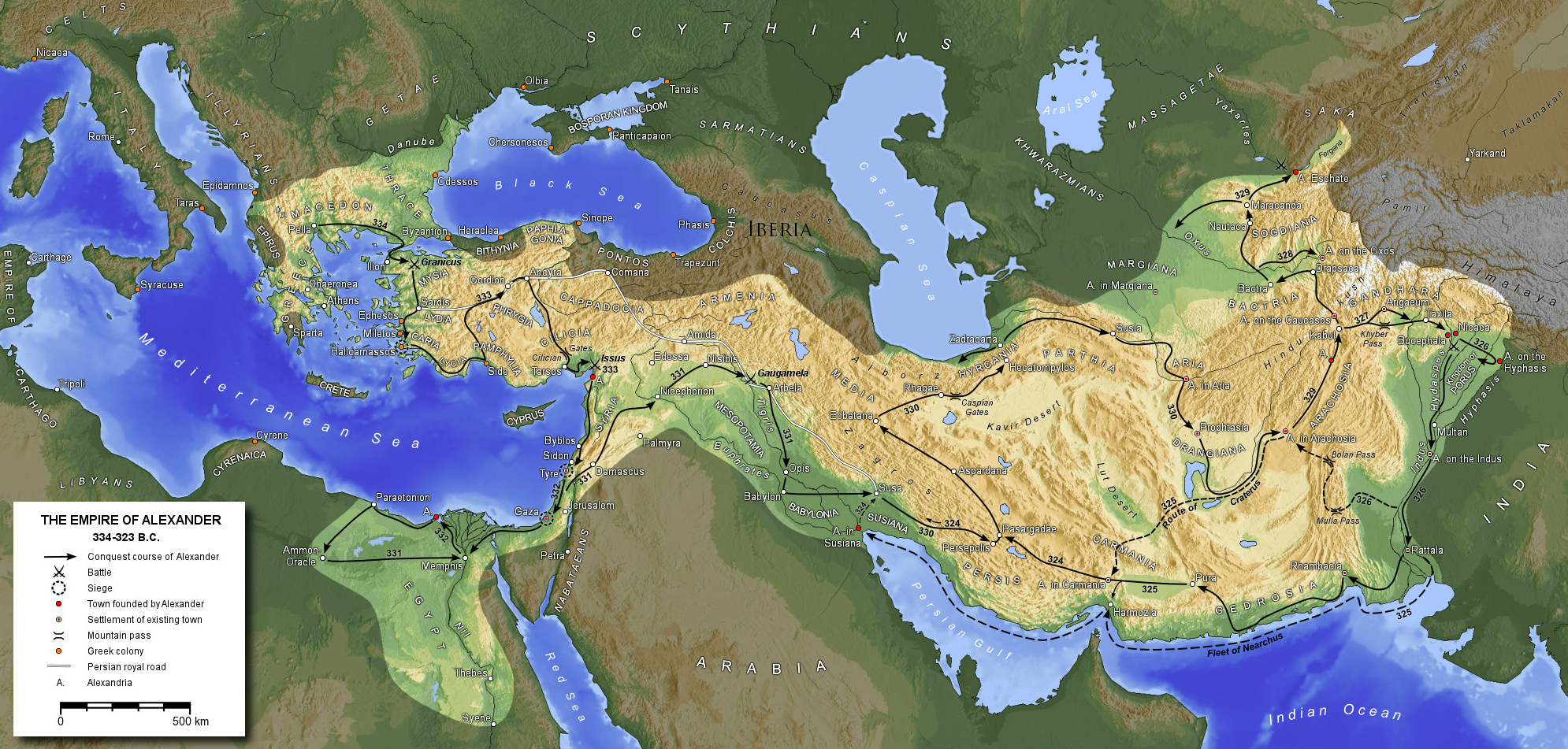
L'impero della Macedonia sotto il comando di Alessandro Magno; si noti la posizione della Sicilia estremamente vicina ai confini di Alessandro.

Per comprendere gli avvenimenti sociali e politici che coinvolsero la Sicilia in quel tempo, è bene prima fare un quadro della situazione internazionale del periodo.
Mentre la Sicilia viveva in pace sotto la tutela del corinzio Timoleonte, e nulla pareva turbarla, al di fuori di essa vi era Alessandro Magno che stava conquistando l'India, che era divenuto temuto e famoso in gran parte dell'Europa che al solo sentire il suo nome già si affrettava a mandargli ambasciatori per dimostrargli amicizia e collaborazione.
Non ci è chiaro se anche la Sicilia timoleontea si unì ai tanti che dalla Gallia, dalla Spagna, persino da Roma, mandavano in Babilonia i loro ossequi ad Alessandro il Grande. Ma ciò che invece appare sempre più evidente agli storici contemporanei è che la Sicilia, con capitale Siracusa, fu vicinissima ad entrare nelle mire di quella grande situazione territoriale che era la "conquista dell'occidente" da parte del re macedone.
Si vedrà come l'equilibrio politico esterno abbia infine influenzato, e sia stato determinante, per permettere ad Agatocle di salire al potere.
Infatti Cartagine all'epoca ricevette una dichiarazione di guerra da parte di Alessandro Magno, dopo che questi conquistò la città fenicia di Tiro Questa notizia preoccupò non poco i cartaginesi i quali iniziarono a pensare ad una eventuale controffensiva per evitare l'avanzare dei macedoni verso la capitale punica. Ed è qui che entra in gioco il ruolo di Siracusa.
Cartagine, come vedremo più avanti, favorì l'ascesa al potere del tiranno Agatocle, ma riflettendoci vi è da pensare perché i punici lo favorirono? Perché ad un certo punto rinunciarono a continuare le lotte, che erano in corso, con le varie fazioni siciliane? Cosa li spinse a voler mettere sul trono di una loro acerrima nemica, Siracusa, un nuovo, e turbolento, tiranno che con molta probabilità già dall'indomani avrebbe loro dichiarato guerra?
Gli storici si sono interrogati su questa questione; alcuni hanno attribuito il favore cartaginese alla voglia di non spostare la lotta che era in corso verso le terre siciliane possedimenti dei cartaginesi. Ma altri hanno invece visto in questo cambio di fronte tutta l'ansia di quell'incertezza politica che allora vi era a causa delle continue notizie sui progetti e mosse di Alessandro. Cartagine anch'ella aveva mandato ambasciatori a Babilonia, quindi era attenta a ciò che le accadeva intorno; e secondo una versione che vedeva la Sicilia come prossimo principale obiettivo di conquista del macedone, i cartaginesi per colmare il vuoto, e quindi la debolezza politica, che vi era in quel momento nell'isola mediterranea, acconsentirono alle richieste di Agatocle che domandava loro la pace e non la guerra.
Le date sono molto importanti: nel 332 a.C. Alessandro Magno conquista Tiro, minacciando i cartaginesi; verso il 330 a.C. cominciano i tumulti interni nelle poleis di Sicilia; nel 323 a.C. muore Alessandro il Grande e il suo impero viene diviso tra i suoi generali tramite la Spartizione di Babilonia; nel 316 a.C. Agatocle diventa tiranno. La situazione per gli europei e per gli africani è ancora molto incerta, poiché non si conoscono le sorti e le intenzioni della Macedonia. Dunque è tutto concentrato in un breve arco di tempo, motivo per cui serve prudenza.
Secondo la storica italiana Marta Sordi vi era una concreta possibilità che le forze macedoni si dirigessero verso l'occidente. Nel suo testo storico titolato "Alessandro Magno e l'eredità di Siracusa", vi concentra con varie e valide spiegazioni l'ideologia secondo la quale Alessandro vedeva la possibilità di conquista dell'occidente già dall'inizio della sua avventura espansionistica:
(Marta Sordi, Alessandro Magno e l'eredità di Siracusa, Aevum, pag. 14)
Dunque secondo la Sordi il macedone, di ritorno dall'India nel 325 a.C., aveva davvero intenzione di puntare al mediterraneo centrale, poiché dopo Dionisio I non vi era più stata solida difesa. Quindi secondo questa ipotesi non vi è motivo di dubitare che la spedizione con l'imponente flotta macedone di cui tanto si parlava non fosse realmente pronta. Ecco allora che in questo contesto anche le mosse dei cartaginesi, favorevoli alla presa di potere di Agatocle, appaiono sotto altra diversa prospettiva.

#### La situazione sociale interna

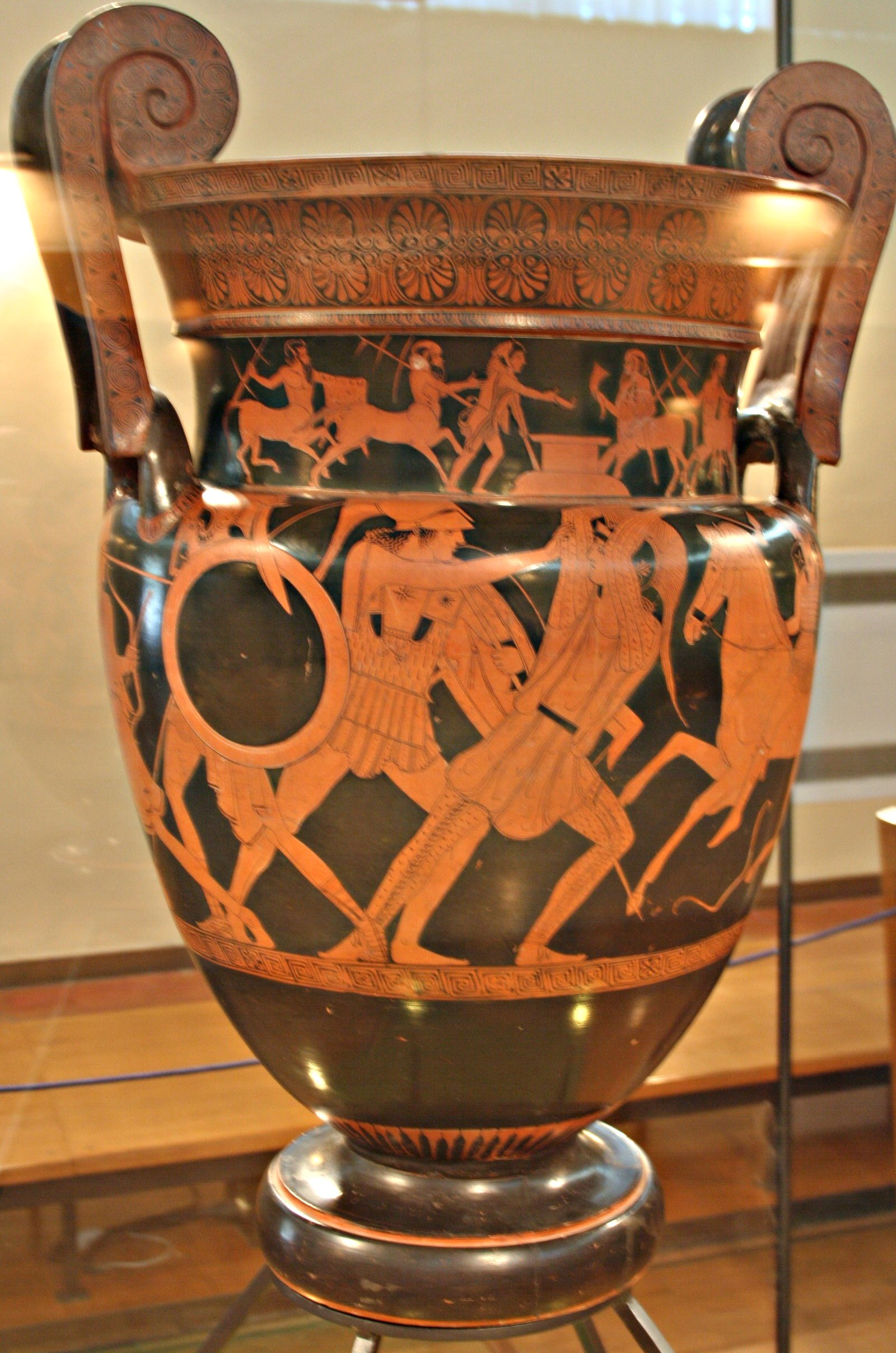
Vaso di epoca siceliota descrivente scene di battaglie con opliti greci. Museo di Agrigento.

Ma la situazione interna della Sicilia era ben diversa da quella esterna. Se fuori vi erano minacce e possibilità concrete di un'imminente invasione, nell'isola questo sembrava non essere per nulla percepito. La Sicilia di Timoleonte era finalmente serena, dopo le cruenti lotte per cacciare i tiranni, e in quel contesto la vita scorreva tranquilla; vi era pace con tutte le nazioni e i siciliani si dedicavano principalmente all'agricoltura, al commercio e alle arti.
I fatti incominciarono a cambiare dopo la morte di Timoleonte. Tutte le varie fazioni politiche, che sotto la guida del corinzio erano state silenti e calme, adesso volevano tornare a farsi sentire prepotentemente. Non potendo chiarire con esattezza l'inizio di questi tumulti, li si può datare da un periodo che vanno dal 330-325 a.C. al 316-314 a.C., durante questi anni le terre siciliane, e principalmente la polis di Siracusa, vivettero tragici episodi che scaturirono infine in conflitti tra le varie parti politiche.
Agatocle, che emerse dapprima come ufficiale dell'esercito e poi come chiliarca, prese il comando della situazione prepotentemente. Dopo aver vagabondato in giro per la Sicilia e l'Italia in cerca di terre e popolazioni che lo aiutassero ad ottenere il potere di Siracusa, ottenne infine ciò che voleva riuscendo a prenderne il comando grazie ad un segreto accordo con i cartaginesi. La sua investitura come nuovo tiranno fu tra le più violente, poiché egli commise prima delle stragi tra i cittadini aretusei, poi una volta ridotto il popolo in obbedienza e in sua soggezione, ottenne di farsi nominare loro comandante.

## Il primo governo di Agatocle e l'inizio della conquista di Sicilia

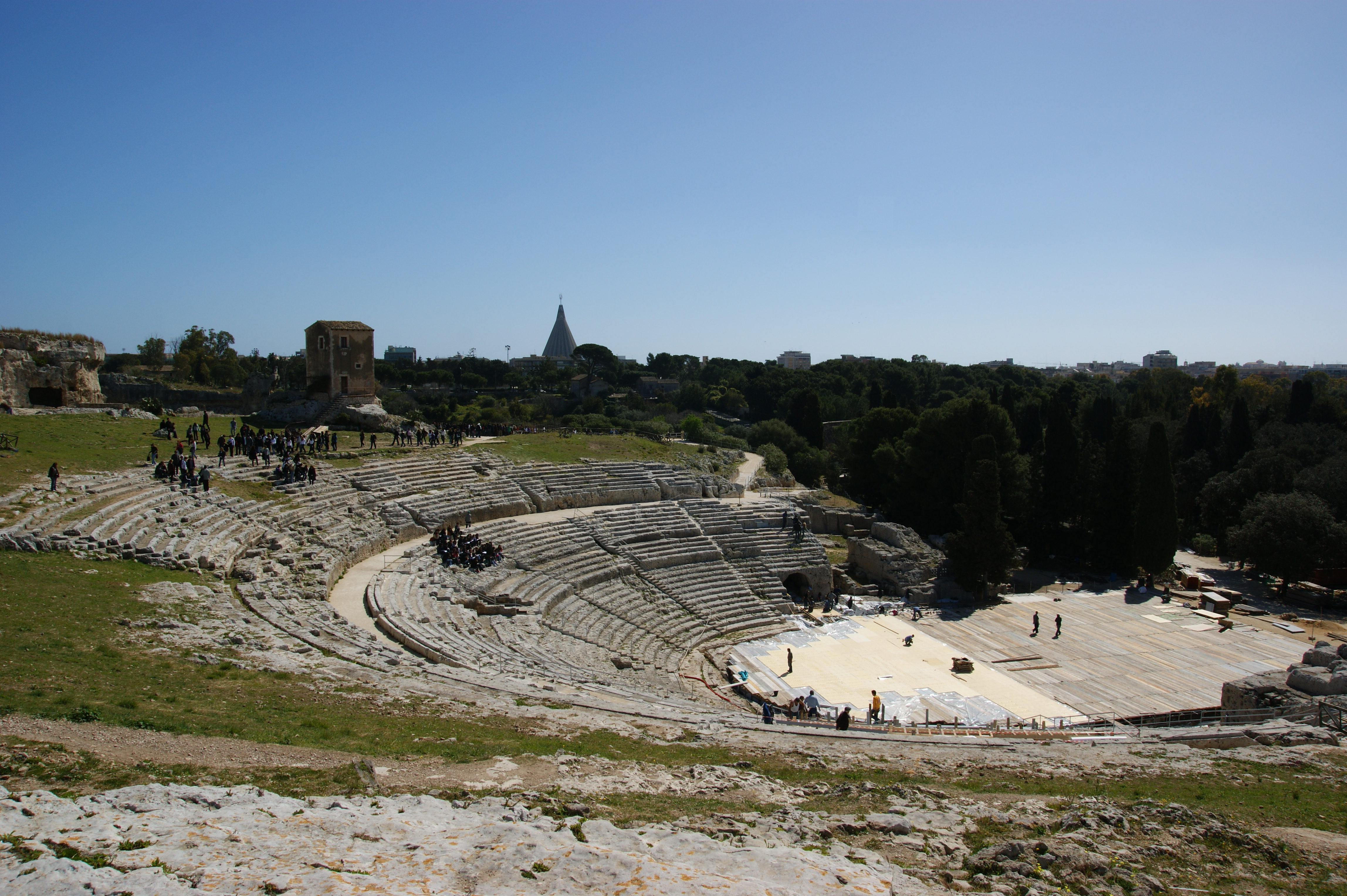
Il Teatro Greco di Siracusa per dimensioni è il più grande di tutto il mondo greco.

Agatocle in un primo tempo si mostrò dedito al buon governare; dopo aver preso il potere in maniera brutale ed essere riuscito nel suo intento di avere la polis di Siracusa sotto il suo controllo, cambiò la maniera crudele in una più docile; si affaticò a trovare nuove leggi che potessero abbassare le tasse, si prodigò per dare la terra a chi non ne aveva e ad altri prometteva che presto l'avrebbero avuta. Non andava in giro armato, né aveva bisogno di guardie, fatto raro questo per un tiranno, ma Agatocle in quel momento, grazie alle sue leggi democratiche, godeva della fiducia del popolo il quale ambiva a decreti di eguaglianza che il governo agatocleo pareva volergli dare. Gli storici così ci descrivono il primo periodo agatocleo nella polis siracusana:
ma ascoltava tutti con affabilità, e facea mostra di non tenere il comando ad altro oggetto, che per rendersi utile alla repubblica.»
(Giovanni E. di Blasi; Gambacorta, Storia del regno di Sicilia..., pag. 282)
Da notare che viene usato ancora una volta il termine "repubblica", ma svanirà presto poiché Agatocle mostrerà subito di ambire alla tirannia e non ad essere il capo di una repubblica. E se da un lato stava attento ad assicurarsi il favore del popolo, non aveva però messo da parte i suoi progetti ambiziosi e infatti una delle sue prime preoccupazioni fu quella di dedicarsi alle forze belliche siracusane; volle ampliare la marina costruendo nuove galee, fece fabbricare nuove armi e dardi, volle farsi più forte sia per terra che per mare. Quando si sentì sufficientemente preparato attaccò le città vicine, le quali, a differenza di Siracusa, non avevano vissuto grandi perturbamenti dopo l'età timoleontea e se ne stavano tranquille nella loro indipendenza da piccoli stati con le loro leggi, per cui questa improvvisa invasione apparve loro come un fulmine a ciel serono. Agatocle attaccò e invase anche le città che erano sotto la protezione di Cartagine, portandole tutte sotto il suo dominio.

### Agatocle tradisce Cartagine
Appena saputo dell'attacco che Siracusa aveva fatto alle città protette dei cartaginesi, la reazione in Africa non fu felice. Il senato cartaginese dovette ascoltare le lamentele accorate dei siciliani, loro alleati, che rimproveravano a Cartagine l'assurda follia dell'aver favorito l'ascesa al potere di quel temibile e terribile personaggio che era Agatocle, dicendo loro che presto si sarebbero accorti di come nemmeno l'Africa con un simile scatenato al comando sarebbe stata tranquilla. Rammentava che Amilcare aveva inutilmente sperato in un'alleanza cartaginese-siracusana favorendo Agatocle con ben 5.000 uomini durante la presa di potere da parte del tiranno, eppure questi, come era prevedibile, non aveva esitato dall'attaccare i possedimenti cartaginesi.
Udite le lamentele, il senato di Cartagine stabilì che Amilcare dovesse essere punito di sorpresa al suo rientro in patria con l'accusa di favoreggiamento al nemico e di abbandono degli alleati. Ma poiché Amilcare in quel momento si trovava con il suo esercito in Sicilia, dove venne ucciso, la sua condanna a Cartagine rimase inutile.

### L'assedio di Messina
Agatocle trovava la polis di Messina molto interessante per via della sua posizione strategica che divideva la Sicilia dall'Italia, per cui, come aveva già capito il più noto Dionisio I, era fondamentale prenderla se si voleva controllare lo stretto e quindi passare nelle terre italiche.
Così decise di porle l'assedio; prese il controllo di un castello nei pressi di Messina. I messeni per evitare la guerra preferiscono scendere a patti e offrirono al tiranno 30 talenti d'argento per la restituzione del castello. Agatocle con la sua usuale astuzia disse loro che accettava le condizioni ma, una volta preso il denaro non tolse l'assedio. Trovando le mure messinesi ridotte in cattivo stato ne approfittò per cercare di superarle abilmente, ma la sua cavalleria e alcune navi che aveva mandato nel mare di Messina, vennero bloccate dalla reazione fortemente indignata dei messinesi che, colpiti dal tradimento, si difesero in maniera coraggiosa respingendo con volontà l'attacco agatocleo e convincendo il tiranno a togliere l'assedio. Ritornando verso Siracusa conquistò Milazzo.
Riprovò ad assediarla in primavera ma i messinesi lo ricombatterono con altrettanto ardore, stavolta aiutati anche dai tanti esuli siracusani che in quella polis si trovavano e che odiando Agatocle desideravano che Messina non cadesse sotto il suo controllo. In quel tempo arrivarono al campo dei siracusani gli ambasciatori cartaginesi, i quali ricordarono ad Agatocle il patto che aveva precedentemente fatto con Amilcare in nome di Cartagine e che si rammaricavano molto di questo comportamento aggressivo nei confronti dei suoi alleati, lo pregavano quindi di non proseguire su questa strada che avrebbe portato solo guai, anche per Siracusa, e lo esortavano a togliere l'assedio di Messina. Agatocle parve accettare questo dirscorso dei cartaginesi e ascoltando le loro intimidazioni restituì il castello preso e smise di attaccare i messinesi. Gli ambasciatori cartaginesi tornarono in Africa. Diodoro Siculo racconta che Agatocle, verso la strada del ritorno per Siracusa, si fermò ad Abacena, antica città di origine sicula nei pressi dei Nebrodi messinesi; qui uccise quaranta cittadini perché sospettati di essere suoi nemici.

## La nascita della lega di Agrigento, Messina e Gela

### Acrotato principe di Sparta e l'uccisione di Sosistrato

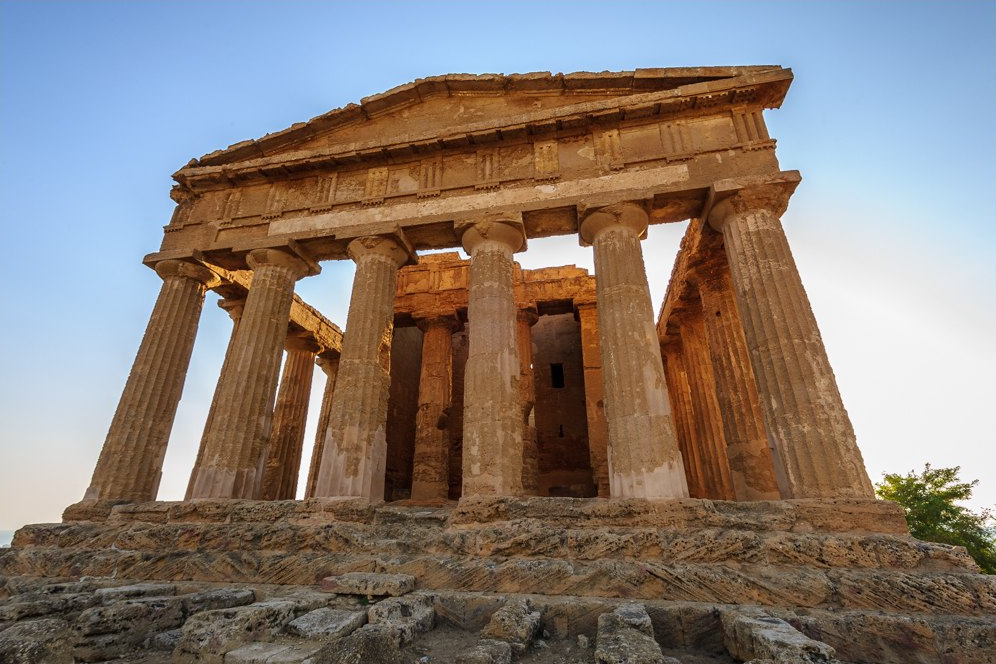
La Valle dei templi di Agrigento, testimonianza importante della Sicilia greca.

Agrigento aveva accolto durante la guerra civile di Siracusa molti esuli che erano riusciti a fuggire durante il sacco che Agatocle aveva posto alla polis aretusea. Qui si unirono agli agrigentini domandando loro di non arrendersi e non permettere ad Agatocle di usurpare ancora la libertà. All'appello di Agrigento risposero altre due forti poleis: Messana e Gela. Le tre città si misero in unione per contrastare il tiranno siracusano e decisero di eleggere un comandante tra essi, ma avendo il timore che il prescelto poi potesse approfittare del potere datogli per nominarsi a sua volta tiranno, scelsero di chiamare uno esterno e mandarono una loro ambasciata nel Peloponneso, ma qui trovarono una situazione concitata quanto e più di quella siciliana; la Grecia infatti era sconvolta dagli avvenimenti post-alessandrini e così i siciliani trovarono Cassandro, generale di Alessandro Magno e futuro re di Macedonia, impegnato nella conquista della penisola greca, tra cui Atene, e in lotta con Antigono I Monoftalmo, altro generale alessandrino in campo per il potere. Per cui Cassandro, che pure in un altro momento si sarebbe intromesso molto volentieri nella presa di potere della Sicilia, dovette ora rifiutare di fornire aiuto agli oligarchici siciliani. A Corinto vi governava una donna di nome Cratesipoli, vedova di Alessandro figlio di Poliperconte, sempre generale macedone alessandrino, quindi anche i corinzi erano nel caos e non potevano aiutare i siciliani.
Alla fine, l'ambasceria trovò risposta positiva nell'unica grande polis che era rimasta fuori dalle lotte macedoni, Sparta; gli spartani si mostrarono contrariati dal dover fare la guerra a Siracusa, ma comunque accettarono lo stesso di aiutare la parte oligarchica siceliota che era venuta a chiederle soccorso. Inviarono loro il principe spartano Acrotato, figlio del re Cleomene II. Questi pare comunque che partì senza l'approvazione degli Efori, la più importante magistratura spartana, per cui poté avere con sé poche navi. Venendo in Italia si fermò a Taranto alla quale chiese, in nome della comune origine spartana, di prestare soccorso alla causa oligarchica siciliana ponendogli una flotta. Taranto, come Sparta, non pareva convinta nel voler intraprendere guerra contro la polis di Siracusa, e anche lei mandò, pare di malavoglia, venti galee ad affiancare Acrotato.
Ma giunto in Sicilia, nella polis di Agrigento, Acrotato non si comportò come ci si aspettava da un principe spartano. Vi sono delle controversie storiche poiché molti critici giudicano duramente l'operato di questo spartano, definendolo molle, vile e crudele, non degno della sua patria. Ma vi è da considerare, come fanno notare alcuni storici, il difficile contesto che andò trovare questo principe, poiché come visto non vi era molta voglia di attaccare Siracusa, inoltre la situazione sociale non è chiara sempre per via della datazione e degli eventi che in quest'epoca siciliana si mostrano confusi e appannati a causa probabilmente della concentrazione storica che vi era stata, ed era tuttora in corso, sulla Macedonia e la divisione dell'impero di Alessandro Magno. Dunque questo era il contesto di Acrotato, ma è indubbio che fece comunque i suoi gravi errori. Si dice vivesse nel lusso, nelle comodità, lontano dai campi di battaglia e per questo motivo gli storici Giovanni E. di Blasi e Gambacorta ci riportano nel loro scritto la descrizione che ne fece Diodoro Siculo:
(Storia del regno di Sicilia dell'epoca oscura e favolosa sino al 1774, pag. 283-284)
Ma il suo errore più grave fu quello di uccidere Sosistrato, l'esule siracusano, capo della fazione oligarchica, era rispettato e ammirato ad Agrigento e per questo Acrotato, il quale voleva essere l'unico comandante, era geloso di lui e cogliendolo di sorpresa lo uccise.

## La pace con Agatocle
Dopo questa mossa Acrotato ebbe tutto il popolo contro che non gli perdonò assolutamente l'uccisione di Sosistrato, così senza essere riuscito ad affrontare Agatocle, lo spartano fuggì dalla rabbia dei siciliani e se ne tornò in patria. Con la partenza di Acrotato, anche i tarantini se ne tornarono a Taranto, poiché se avevano risposto all'appello dei siciliani era stato solo per non deludere i legami che avevano con Sparta.
Quindi, la lega delle tre poleis, vedendosi abbandonata da più parti, e non potendo contare sull'aiuto dei cartaginesi, preferì venire in accordi con il tiranno siracusano e dunque fu dichiarata la pace tra Agatocle e Agrigento, Messina e Gela.